# Kamil Bárta
Kamil Bárta (* 14. dubna 1968) je bývalý český fotbalista.

## Fotbalová kariéra
V československé lize hrál za TJ Škoda Plzeň a za RH Cheb.

## Ligová bilance
| Ročník                                   | Zápasy | Góly | Minuty | Klub        |
| ---------------------------------------- | ------ | ---- | ------ | ----------- |
| 1. československá fotbalová liga 1986/87 | 2      | 0    | 32     | Škoda Plzeň |
| česká národní fotbalová liga 1987/88     | 9      | 0    | -      | Škoda Plzeň |
| 1. československá fotbalová liga 1988/89 | 7      | 1    | 403    | RH Cheb     |
| CELKEM                                   | 18     | 1    | 435    |             |